# Roquettes fantômes

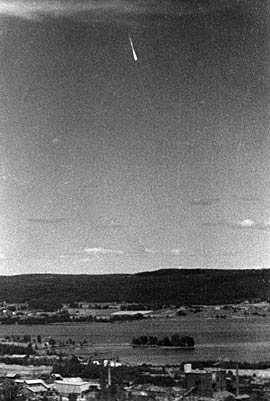
Une fusée fantôme ou un météore. Le photographe Erik Reuterswärd soupçonnait qu'il s'agissait d'un météore sur sa photo largement diffusée. L'armée suédoise, qui a publié l'image, était moins certaine.

Les roquettes fantômes (suédois : Spökraketer, également appelées fusées fantômes scandinaves) étaient des objets volants non identifiés ayant la forme de roquettes ou de missiles observés en 1946, principalement en Suède et dans des pays voisins comme la Finlande.
Les premiers rapports concernant les fusées fantômes sont faits le 26 février 1946 par des observateurs finlandais. Environ 2 000 observations sont enregistrées entre mai et décembre 1946, avec des pics les 9 et 11 août 1946. Deux cents observations sont confirmées avec des retours de radar, et les autorités récupèrent des fragments physiques attribués aux fusées fantômes.
Les enquêtes concluent que de nombreuses observations de fusées fantômes sont probablement causées par des météores. Par exemple, les pics d'observations, les 9 et 11 août 1946, coïncident également avec le pic annuel de la pluie de météores des Perséides. Cependant, la majorité des observations de fusées fantômes ne se produisent pas pendant l'activité des pluies de météores, et présentent en outre des caractéristiques incompatibles avec les météores, telles que la maniabilité rapportée.
Le débat continue quant aux origines des fusées fantômes non identifiées. En 1946, cependant, il est supposé qu'elles proviennent probablement de l'ancien centre de recherche de l'armée à site de fusées allemand à Peenemünde, et sont des tests à longue portée par les Soviétiques de V-1 ou V-2 capturés, ou peut-être une autre forme précoce de missile de croisière, en raison des manières dont elles sont parfois observées manœuvrer. Cela pousse l'armée suédoise à émettre une directive stipulant que les journaux ne doivent pas rapporter l'emplacement exact des observations de fusées fantômes, ni aucune information concernant la direction ou la vitesse de l'objet. Ces informations, selon eux, sont vitales pour l'évaluation par la nation ou les nations supposées effectuer les tests.

## Descriptions et premières enquêtes
La théorie des origines soviétiques précoces est rejetée par les enquêteurs militaires suédois, britanniques et américains car aucun fragment identifiable de fusée n'est jamais trouvé, et selon certains témoignages, les objets affichent une combinaison d'absence de traînée d'échappement, de mouvement trop lent, de vol horizontal, de déplacement et de manœuvre en formation, et paraissent silencieux.
Les observations consistent le plus souvent en des objets en forme de fusée ou de missile filant rapidement, avec ou sans ailes, visibles pendant quelques secondes. Des cas d'objets en forme de cigare se déplaçant plus lentement sont également connus. Un son sifflant ou grondant est parfois rapporté.
Les crashs ne sont pas rares et se produisent presque toujours dans des lacs. Des rapports mentionnent des objets s'écrasant dans un lac, parfois propulsant ensuite à travers la surface avant de couler. L'armée suédoise effectue plusieurs plongées dans les lacs affectés peu après les crashs, mais ne trouve rien d'autre que des cratères occasionnels au fond du lac ou des plantes aquatiques arrachées.

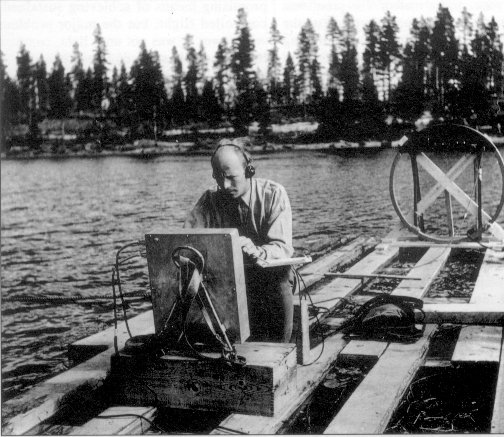
L'officier de l'armée de l'air suédoise Karl-Gösta Bartoll recherche une "fusée fantôme" vue s'écraser dans le lac Kölmjärv le 19 juillet 1946.

Le plus célèbre de ces crashs se produit le 19 juillet 1946 dans le lac Kölmjärv en Suède. Les témoins rapportent un objet gris en forme de fusée avec des ailes s'écrasant dans le lac. Un témoin interrogé entend un coup de tonnerre, peut-être l'explosion de l'objet. Cependant, une recherche militaire de trois semaines ne rapporte rien.
Immédiatement après l'enquête, l'officier de l'armée de l'air suédoise qui dirige la recherche, Karl-Gösta Bartoll, soumet un rapport dans lequel il indique que le fond du lac a été perturbé mais que rien n'est récupéré et que "il y a de nombreuses indications que l'objet de Kölmjärv s'est désintégré lui-même...l'objet était probablement fabriqué dans un matériau léger, peut-être une sorte d'alliage de magnésium qui se désintègre facilement, et ne donne pas d'indications sur nos instruments". Lorsque Bartoll est interviewé plus tard en 1984 par le chercheur suédois Clas Svahn, il réitère que leur enquête suggère que l'objet s'est largement désintégré en vol et insiste sur le fait que "ce que les gens ont vu étaient des objets réels, physiques".
Le 10 octobre 1946, l'état-major de la défense suédois déclare publiquement : "La plupart des observations sont vagues et doivent être traitées très sceptiquement. Dans certains cas, cependant, des observations claires et sans ambiguïté ont été faites qui ne peuvent pas être expliquées comme des phénomènes naturels, des avions suédois, ou l'imagination de l'observateur. Échos, radar, et autres équipements ont enregistré des lectures mais n'ont donné aucun indice sur la nature des objets". Il est également affirmé que les fragments prétendument issus des missiles ne sont rien de plus que du coke ordinaire ou des scories.
Le 3 décembre 1946, un mémo est rédigé pour le comité suédois des fusées fantômes indiquant "près d'une centaine d'impacts ont été signalés et trente morceaux de débris ont été reçus et examinés par l'Institut suédois de recherche pour la défense nationale (FOA)". Les débris sont ensuite décrits comme des fragments de météorite.[citation nécessaire] Sur les près de 1 000 rapports reçus par l'état-major de la défense suédois jusqu'au 29 novembre, 225 sont considérés comme des observations d'"objets physiques réels", et chacun est vu en plein jour.

## Implication américaine
Début août 1946, le lieutenant suédois Lennart Neckman de la division de la défense aérienne de l'état-major voit quelque chose qui est "sans aucun doute ... un projectile de fusée". Le 14 août 1946, le New York Times rapporte que le sous-secrétaire d'État Dean Acheson est "très intéressé" par les rapports de fusées fantômes, tout comme l'intelligence des forces aériennes de l'armée américaine, comme l'indiquent des documents non publics (Clark, 246). Puis, le 20 août, le Times rapporte que deux experts américains sur la guerre aérienne, la légende de l'aviation Général Jimmy Doolittle et le Général David Sarnoff, président de RCA, arrivent à Stockholm, officiellement pour des affaires privées et indépendamment l'un de l'autre. L'explication officielle est que Doolittle, qui est maintenant vice-président de la Shell Oil Company, inspecte les succursales Shell en Europe, tandis que Sarnoff, ancien membre de l'état-major de Dwight D. Eisenhower à Londres, étudie le marché pour les équipements radio. Cependant, l'histoire du Times indique que le chef de l'état-major de la défense suédois ne cache pas qu'il "était extrêmement intéressé à demander conseil aux deux généraux et, si possible, présenterait tous les rapports disponibles devant eux". Doolittle et Sarnoff sont informés que les fusées fantômes ont été suivies sur radar à plusieurs reprises. Sarnoff est cité par le N.Y. Times le 30 septembre disant qu'il est "convaincu que les 'bombes fantômes' ne sont pas un mythe mais de véritables missiles".
Le 22 août 1946, le directeur du Central Intelligence Group (CIG), Lt. Gen. Hoyt Vandenberg, écrit un mémo Top Secret au président Truman, peut-être basé en partie sur les informations de Doolittle et Sarnoff. Vandenberg indique que "la prépondérance des preuves pointe vers Peenemünde comme origine des missiles, que l'attaché militaire américain à Moscou a été informé par 'un officier clé de l'armée de l'air suédoise' que le tracé radar avait conduit à la conclusion que Peenemünde était le site de lancement. Le CIG spéculait que les missiles sont des développements à longue portée de V-1 dirigés vers le golfe de Botnie à des fins de test et ne survolent pas spécifiquement le territoire suédois dans un but d'intimidation ; autodestruction par petite charge de démolition ou combustion".
Néanmoins, il n'y a aucun rapport de lancements de fusées à Peenemünde ou à l'île de Greifswalder Oie après le 21 février 1945.

## Opinion militaire suédoise

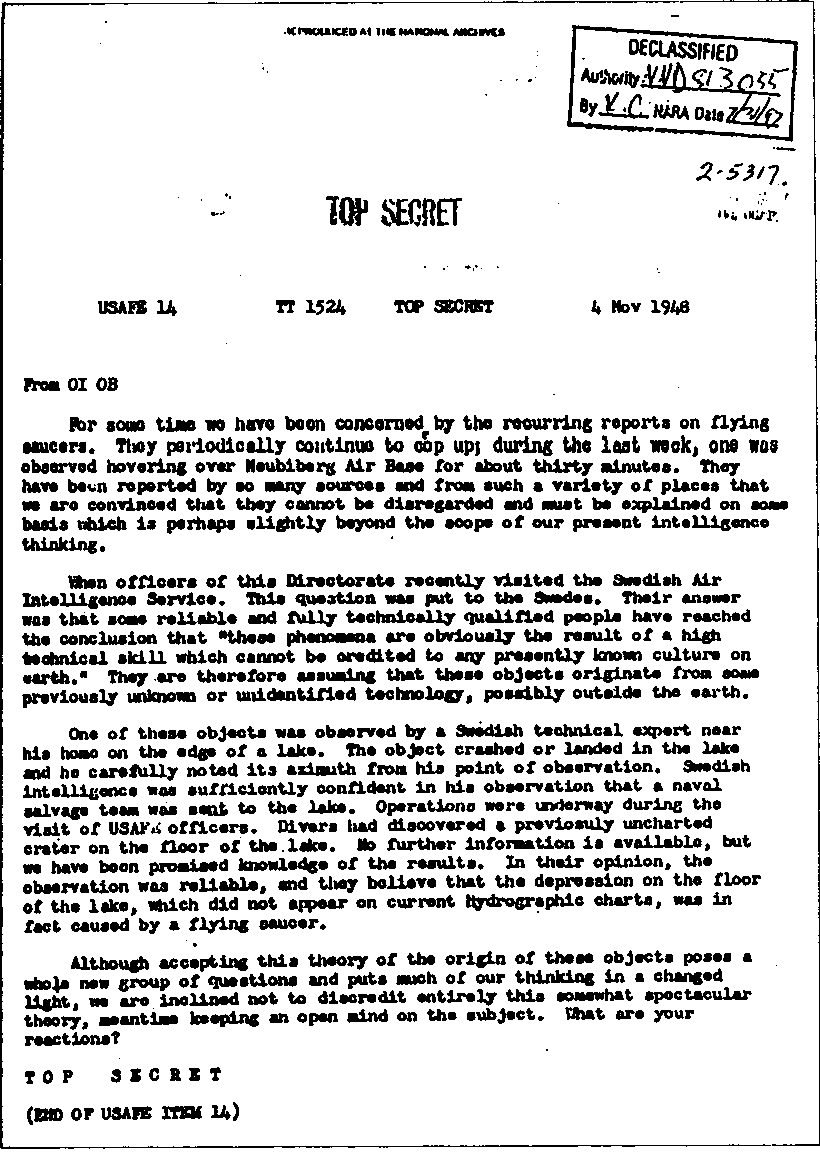
Document top secret de l'USAF de novembre 1948 citant une opinion extraterrestre

Bien que l'opinion officielle des militaires suédois et américains reste incertaine, un document top secret des USAFE (United States Air Force Europe) du 4 novembre 1948 indique que certains enquêteurs pensent que les fusées fantômes et les "soucoupes volantes" ultérieures ont des origines extraterrestres. Déclassifié seulement en 1997, le document indique :
"Depuis un certain temps, nous sommes préoccupés par les rapports récurrents sur les soucoupes volantes. Elles continuent périodiquement à apparaître ; la semaine dernière, l'une d'entre elles a été observée planant au-dessus de la base aérienne de Neubiberg pendant environ trente minutes. Elles ont été signalées par de nombreuses sources et provenant d'une grande variété d'endroits, nous sommes donc convaincus qu'elles ne peuvent pas être ignorées et doivent être expliquées sur une base qui est peut-être légèrement au-delà de la portée de notre pensée actuelle en matière de renseignement.
"Lorsque des officiers de cette Direction ont récemment visité le Service de renseignement aérien suédois, cette question leur a été posée. Leur réponse fut que certaines personnes fiables et pleinement qualifiées techniquement sont arrivées à la conclusion que 'ces phénomènes sont de toute évidence le résultat d'une compétence technique élevée qui ne peut pas être attribuée à aucune culture actuellement connue sur Terre'. Ils supposent donc que ces objets proviennent d'une technologie auparavant inconnue ou non identifiée, peut-être en dehors de la Terre".
Le document mentionne également une recherche d'un objet s'écrasant dans un lac suédois menée par une équipe de sauvetage navale suédoise, avec la découverte d'un cratère auparavant inconnu au fond du lac, supposé causé par l'objet (peut-être faisant référence à la recherche dans le lac Kölmjärv d'une fusée fantôme discutée ci-dessus, bien que la date soit incertaine). Le document se termine par la déclaration que "nous sommes enclins à ne pas totalement discréditer cette théorie quelque peu spectaculaire [origines extraterrestres], tout en gardant un esprit ouvert sur le sujet".

## Enquête du gouvernement grec
Les rapports de "fusées fantômes" ne se limitent pas aux pays scandinaves. Des objets similaires sont également signalés début du mois suivant par des unités de l'armée britannique en Grèce, en particulier autour de Thessalonique. Dans une interview du 5 septembre 1946, le Premier ministre grec, Konstantinos Tsaldaris, signale également qu'un certain nombre de projectiles avaient été vus au-dessus de la Macédoine et de Thessalonique le 1er septembre. À la mi-septembre, ils sont également observés au Portugal, puis en Belgique et dans le nord de l'Italie.
Le gouvernement grec mène sa propre enquête, dirigée par leur scientifique principal, le physicien Paul Santorini, qui a contribué au développement des fusées de proximité sur la première bombe A et détient des brevets sur des systèmes de guidage pour les missiles du Projet Nike et des systèmes radar. Santorini est soutenu par l'armée grecque avec une équipe d'ingénieurs pour enquêter sur ce qui est encore considéré comme des missiles soviétiques survolant la Grèce.
Dans une conférence de 1967 à la Société astronomique grecque, diffusée sur Radio Athènes, Santorinis révèle publiquement pour la première fois ce qui a été trouvé lors de son enquête de 1947. "Nous avons rapidement établi qu'il ne s'agissait pas de missiles. Mais, avant que nous puissions faire davantage, l'armée, après consultation avec des responsables étrangers (probablement du département de la défense des États-Unis), a ordonné l'arrêt de l'enquête. Des scientifiques étrangers [de Washington] sont venus en Grèce pour des entretiens secrets avec moi". Plus tard, Santorinis raconte à des chercheurs sur les OVNI comme Raymond Fowler que le secret est invoqué parce que les responsables avaient peur d'admettre l'existence d'une technologie supérieure contre laquelle nous n'avons "aucune possibilité de défense".